# GAG Ludwigshafen

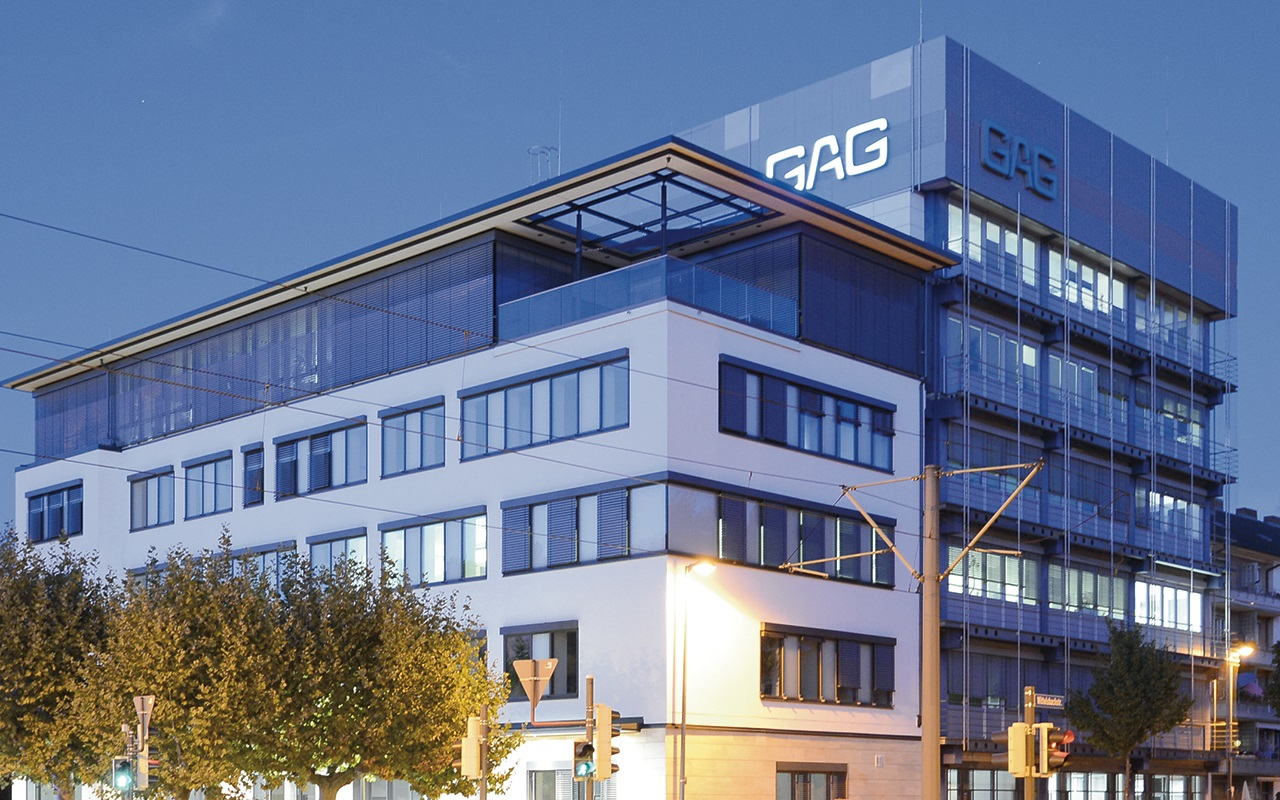
Firmensitz

Die GAG Ludwigshafen ist eine kommunale Wohnungsbaugesellschaft der Stadt Ludwigshafen am Rhein.

## Unternehmen
Die GAG Ludwigshafen am Rhein Aktiengesellschaft für Wohnungs-, Gewerbe- und Städtebau wurde 1920 als Gemeinnützige Aktiengesellschaft für Wohnungsbau gegründet.
Das Kerngeschäft ist die Vermietung von Wohnraum. Dazu kommt die Modernisierung von Bestandsgebäuden, Neubau und das Verwalten von Wohneigentum.

## Bauprojekte - Beispiele
Wachtenburgstraße

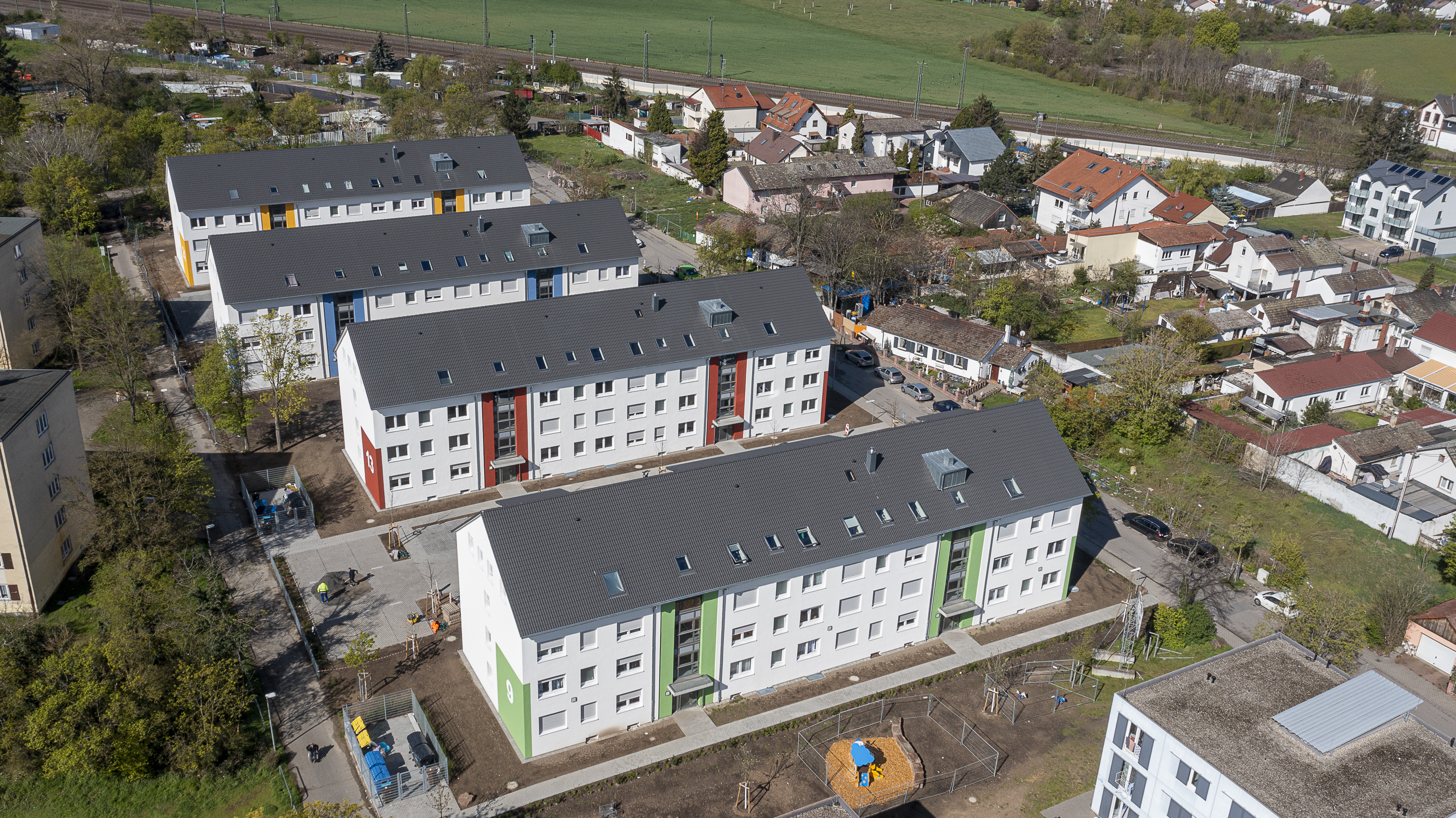
Wachtelburgstraße

Nach ca. zweijähriger Bauzeit wurden im Juli 2022 in der Wachtenburgstraße in Ludwigshafen-Mundenheim insgesamt 88 öffentlich geförderte Wohneinheiten mit Fördermitteln der Investitions- und Strukturbank (ISB) Rheinland-Pfalz fertiggestellt.

## Beteiligungen
- WGS Baubetreuungs-GmbH (GAG-Anteil: 100 %)
- GAG Versicherungsservice GmbH (GAG-Anteil: 100 %)
- LUMEDIA GmbH (GAG-Anteil: 94 %, Stadt Ludwigshafen: 6 %)
- LuCity Entwicklung GmbH (LCE) (GAG-Anteil: 49,75 %, Stadt Ludwigshafen: 50,25 %)
- Service-Wohnanlagen gGmbH (GAG-Anteil: 20 %, Stadt Ludwigshafen: 80 %)[2]

## Aktionäre
Hauptaktionäre
- Stadt Ludwigshafen am Rhein, Ludwigshafen am Rhein (Anteile: 66 %)
- BASF Wohnen+Bauen GmbH, Ludwigshafen am Rhein (Anteile: 30 %)

Weitere Aktionäre (Anteile Gesamt: 4 %)
- Pfalzwerke AG, Ludwigshafen am Rhein
- Deutsche Bank AG, Frankfurt am Main
- BK Gullini GmbH, Ludwigshafen am Rhein
- Commerzbank AG, Frankfurt am Main
- UniCredit Bank AG, München
- Saint-Gobain Isover G+H, Ludwigshafen am Rhein
- Raschig GmbH, Ludwigshafen am Rhein
- Saint-Gobain PAM Deutschland GmbH, Saarbrücken
- Sensus GmbH Ludwigshafen, Ludwigshafen am Rhein
- AbbVie Deutschland GmbH & CO KG, Wiesbaden